# Bolle de Magadino
 (août 2017).
Si vous disposez d'ouvrages ou d'articles de référence ou si vous connaissez des sites web de qualité traitant du thème abordé ici, merci de compléter l'article en donnant les références utiles à sa vérifiabilité et en les liant à la section « Notes et références ».
Bolle di Magadino est une réserve naturelle de Suisse. Elle se trouve à la confluence du Tessin avec le lac Majeur. C'est un biotope où les oiseaux nidifient et s'arrêtent pendant leurs migrations.

## Histoire
À partir de 1888 on a modifié le parcours du Tessin où il se jette dans le lac. 
En 1908 les levées furent achevées et à partir de 1918 commença la bonification de la zone de Magadino. 
En 1924 des barrages sont construits afin de réguler le fleuve. 
Pendant la Seconde Guerre mondiale ces terres furent cultivées.
Après la guerre on continua à bonifier les terrains et en 1965 le barrage sur la Verzasca est achevé.
À la suite de ces travaux la végétation de la zone a changé. 
Depuis 1975 le site est géré par la fondation Bolle di Magadino. 
À partir de 1979, la zone devient un réserve cantonale[réf. nécessaire]. 
Depuis le 18 février 1982, la zone a été inscrite dans la liste internationale de la convention de Ramsar.
En 1994, un centre de recherche sur les oiseaux migrateurs est créé. Il fait partie du projet européen European-African Songbird Migration Network géré par l'Université d'Oldenburg. Grâce à ces études on a découvert que les Bolle di Magadino sont très utilisés par les oiseaux migrateurs.